# クヴレ
クヴレ (Coupvray [kuvʁɛ]) は、フランス北部、パリの東58kmのところにある小さな村である。点字を発明したルイ・ブライユはここで生まれ育った。

## 点字博物館
ブライユが産まれたころには、村は今よりさらに小さく、1806年の人口は628人であった。彼の父親は、馬具や革靴などを製作する皮革職人であったため、実家は一階が作業場、上が住居だった。ルイが3歳の時、親がちょっと目を離した間に作業所に侵入し、鋭い錐で遊んでいるうちに、それで眼球を突いて失明した。
彼の実家は「点字博物館」として公開されており、フランスを訪れた視覚障害者の聖地のようになっている。博物館が面する通りも彼にちなんでルイ・ブライユ通りとなっている。

## その他の名所
1600年ごろに建てられたロアン城も旧跡として知られるが、今は廃墟に近い。